# Patrik Sjöberg
Jan Niklas Patrik Sjöberg (Göteborg, 5 gennaio 1965) è un ex altista svedese, campione mondiale a Roma 1987 ed ex detentore del record mondiale.

## Biografia
Patrik Sjöberg nacque a poche centinaia di metri dallo stadio Ullevi di Göteborg. I suoi primi anni di vita furono assai problematici a causa di controversie familiari. Le cose migliorarono quando sua madre sposò l'allenatore d'atletica leggera Viljo Nousiainen, di nazionalità finlandese.
Grazie a Nousiainen Sjöberg si dedicò a salto in lungo e salto in alto. La sua prima apparizione professionistica fu ai Giochi olimpici di Los Angeles del 1984 in cui vinse l'argento nell'alto.
Nel 1987 si presentò ai mondiali di Roma in entrambe le specialità riuscendo a sorpresa a portare a casa l'oro nell'alto. Lo stesso anno, in un meeting a Stoccolma, stabilì il record del mondo con 2,42 metri, poi battuto a 2,45 da Javier Sotomayor. L'anno dopo, alla XXIV Olimpiade di Seul, era il favorito dell'alto ma non andò oltre il bronzo.
Solo settimo ai mondiali del 1991 a Tokyo, a Barcellona 1992, la sua terza Olimpiade, fu protagonista di una gara dell'alto avvincente in cui lui e altri quattro atleti si fermarono a 2,34 m. Per minor numero d'errori Sotomayor vinse l'oro, mentre Sjöberg fu costretto ad accontentarsi dell'argento davanti agli altri tre atleti, lo statunitense Hollis Conway, il polacco Artur Partyka e l'australiano Tim Forsyth, tutti di bronzo.
L'anno dopo, ai mondiali di Stoccarda, s'infortunò al tendine di Achille. Tornato alle gare nel 1995, ai mondiali svoltisi proprio a Göteborg, non vinse medaglie. Nel 1996 si presentò alla XXVI Olimpiade, ad Atlanta, per la sua quarta partecipazione consecutiva ai Giochi, ma si ritirò per infortunio prima dell'inizio della gara.
Nel 1997 intendeva partecipare sia ai mondiali al coperto di Parigi sia a quelli all'aperto di Atene, ma ebbe un incidente in un programma televisivo, ferendosi al volto e perdendo la stagione. Nel 1999 abbandonò le competizioni e iniziò ad allenare, insegnando a saltare come nella pallacanestro.
Nel 2006 è finito in carcere per qualche giorno a causa di problemi di droga; insieme a lui è stato arrestato anche l'ex ostacolista Sven Nylander. Ha una figlia, Isabelle, avuta con la sua ex-fidanzata Therese Lorentzon.

## Record nazionali

### Seniores
- Salto in alto: 2,42 m ( Stoccolma, 30 giugno 1987)
- Salto in alto indoor: 2,41 m ( Il Pireo, 1º febbraio 1987)

## Palmarès
| Anno | Manifestazione  | Sede        | Evento        | Risultato | Prestazione | Note                  |
| ---- | --------------- | ----------- | ------------- | --------- | ----------- | --------------------- |
| 1983 | Mondiali        | Helsinki    | Salto in alto | 11º       | 2,23 m      |                       |
| 1984 | Europei indoor  | Göteborg    | Salto in alto | 7º        | 2,24 m      |                       |
| 1984 | Giochi olimpici | Los Angeles | Salto in alto | Argento   | 2,33 m      |                       |
| 1985 | Mondiali indoor | Parigi      | Salto in alto | Oro       | 2,32 m      |                       |
| 1985 | Europei indoor  | Il Pireo    | Salto in alto | Oro       | 2,35 m      |                       |
| 1986 | Europei indoor  | Madrid      | Salto in alto | 6º        | 2,24 m      |                       |
| 1986 | Europei         | Stoccarda   | Salto in alto | 6º        | 2,25 m      |                       |
| 1987 | Europei indoor  | Liévin      | Salto in alto | Oro       | 2,38 m      |                       |
| 1987 | Mondiali        | Roma        | Salto in alto | Oro       | 2,38 m      | Record dei campionati |
| 1988 | Europei indoor  | Budapest    | Salto in alto | Oro       | 2,39 m      |                       |
| 1988 | Giochi olimpici | Seul        | Salto in alto | Bronzo    | 2,36 m      | Record olimpico       |
| 1989 | Mondiali indoor | Budapest    | Salto in alto | Bronzo    | 2,35 m      |                       |
| 1991 | Mondiali indoor | Siviglia    | Salto in alto | 13º       | 2,24 m      |                       |
| 1991 | Mondiali        | Tokyo       | Salto in alto | 7º        | 2,31 m      |                       |
| 1992 | Europei indoor  | Genova      | Salto in alto | Oro       | 2,38 m      |                       |
| 1992 | Giochi olimpici | Barcellona  | Salto in alto | Argento   | 2,34 m      |                       |
| 1993 | Mondiali indoor | Toronto     | Salto in alto | Argento   | 2,39 m      |                       |
| 1995 | Mondiali        | Göteborg    | Salto in alto | 6º        | 2,32 m      |                       |

## Altre competizioni internazionali
1987
- Oro al Bauhaus-Galan ( Stoccolma), salto in alto - 2,42 m